# Вејте, снегови
Вејте, снегови (енгл. Let It Snow: Three Holiday Romances) амерички је тинејџерски роман из 2008. године. Састоји се од три приче које су написали Морин Џонсон, Џон Грин и Лорен Миракл. Прати три различита тинејџера док доживљавају огромну снежну олују у граду Грејстаун током божићне сезоне.

## Радња
Светлуцави снежни сметови, поклони у украсном папиру и шарене лампице што блистају у ноћи док унаоколо веје снег. Мећава на Бадње вече претвориће један дражестан градић у романтично уточиште као с филмског платна. Бар донекле... Кад воз остане насукан у снежној вејавици и завршите у недођији у глуво доба ноћи, не очекујете да се ваше муке окончају сласним пољупцем шармантног незнанца. И ко би помислио да ће неустрашиво базање кроз снежне сметове, како бисте усред божићне ноћи презалогајили неодољиво сочне слане вафле с истопљеним сиром, донети љубав пријатеља старог? Или да пут ка истинској љубави почиње нехумано раном јутарњом сменом у кафићу, и то у освит првог дана Божића?

## Екранизација
Екранизација романа приказана је 8. новембра 2019. за Netflix.